# Fata dispărută (film)
Fata dispărută (în engleză Gone Girl) este un film thriller american din 2014, regizat de David Fincher și adaptat de Gillian Flynn în baza romanului său omonim din 2012. În rolurile principale sunt Ben Affleck, Rosamund Pike, Neil Patrick Harris, Tyler Perry și Carrie Coon.
Povestea filmului este despre o femeie care dispare către ce-a dea 5-a aniversare a căsătoriei și toate suspiciunile duc către soțul său.
Premiera mondială a filmului a avut loc în noaptea de deschidere a celui de-al 52-a New York Film Festival, pe 26 septembrie 2014. Filmul a obținut patru nominalizări la Premiile Globul de Aur, inclusiv „cel mai bun regizor” pentru Fincher și „cea mai bună actriță într-o dramă” pentru Pike.

## Distribuție
- Ben Affleck în rolul lui Nick Dunne[6]
- Rosamund Pike în rolul lui Amy Elliott-Dunne, soția dispărută a lui Nick
- Neil Patrick Harris în rolul lui Desi Collings, fostul prieten al lui Amy
- Tyler Perry în rolul lui Tanner Bolt, avocatul lui Nick
- Carrie Coon în rolul lui Margo "Go" Dunne, sora geamănă a lui Nick[6]
- Kim Dickens în rolul lui Detective Rhonda Boney
- Patrick Fugit în rolul ofițerului James Gilpin
- Casey Wilson în rolul lui Noelle Hawthorne, vecinul lui Nick și Amy
- Missi Pyle în rolul lui Ellen Abbott, o gazdă TV
- Sela Ward în rolul lui Sharon Schieber, o gazdă TV
- Emily Ratajkowski în rolul lui Andie Fitzgerald, amanta lui Nick, studentă
- Kathleen Rose Perkins în rolul lui Shawna Kelly, voluntar de căutare
- Lisa Banes în rolul lui Marybeth Elliott, mama lui Amy
- David Clennon în rolul lui Rand Elliott, tatăl lui Amy
- Scoot McNairy în rolul lui Tommy O'Hara, un fost coleg de clasă al lui Amy
- Boyd Holbrook și Lola Kirke în rolurile lui Jeff și Greta, un cuplu pe care Amy îl întâlnește
- Cyd Strittmatter în rolul lui Maureen Dunne, mama lui Nick și Margo
- Leonard Kelly-Young în rolul lui Bill Dunne, tatăl lui Nick și Margo